# Another Country
Another Country är jazzsångerskan Jeanette Lindströms debutalbum från 1995.

## Låtlista
1. Never Will I Marry (Frank Loesser) – 7:25
2. Another Country (Jeanette Lindström) – 5:41
3. All the World's Astage (Jeanette Lindström/Steve Dobrogosz) – 5:39
4. I Don't Come Easy (Radka Toneff) – 6:14
5. Cold (Jeanette Lindström) – 1:46
6. The Answer (Jeanette Lindström/Robert Creeley) – 3:53
7. Meeting (Jeanette Lindström) – 4:18
8. Lonely House (Kurt Weill/Langston Hughes) – 5:09
9. Wifes and Lovers (Burt Bacharach/ Hal David) – 5:03
10. White Lady in the Window (Jeanette Lindström/Steve Dobrogosz) – 8:02
11. Competition (Jeanette Lindström) – 8:36
12. Speek Low (Kurt Weill/Langston Hughes) – 6:21

## Medverkande
- Jeanette Lindström – sång
- Örjan Hultén – saxofoner
- Torbjörn Gulz – piano
- Dan Berglund – bas
- Magnus Öström – trummor, slagverk